# Lake (Missisipi)
Lake – miasto w Stanach Zjednoczonych, w stanie Missisipi, w hrabstwie Scott.